# Steven C. Hayes
Steven C. Hayes (12 de agosto de 1948), es un psicólogo clínico estadounidense y profesor de la Fundación de Nevada en el Departamento de Psicología de la Universidad de Nevada, Reno, donde es miembro de la facultad en el programa  el análisis del comportamiento. Es conocido por desarrollar la teoría del marco relacional, una explicación de la cognición superior humana. Es el co-desarrollador de la terapia de aceptación y compromiso (ACT), una forma de psicoterapia basada en la evidencia que utiliza métodos basados en la atención plena, la aceptación y los valores, y es el co-desarrollador de la terapia basada en procesos (PBT), un nuevo enfoque de las terapias basadas en la evidencia de manera más general. También acuñó el término análisis clínico del comportamiento.
Hayes es autor de 47 libros y 675 artículos. Sus libros han sido traducido a 20 idiomas. en enero de 2022 los datos de Google Scholar clasifican a Hayes entre los 1000 académicos vivos más citados en todas las áreas de estudio a nivel mundial. En diciembre de 2021, los datos de Research.com clasifican a Hayes como el científico número 63 en psicología a nivel global y el científico número 39 en psicología en los Estados Unidos. En 1992 fue catalogado por el Instituto de Información Científica como el trigésimo psicólogo de "mayor impacto". Según el columnista de Time John Cloud, "Steven Hayes está en la cima de su campo". Expresidente de la distinguida Association for Behavioral and Cognitive Therapies.

## Trayectoria
Hayes recibió su licenciatura en psicología de la Universidad Loyola Marymount en Los Ángeles y su maestría y doctorado en psicología clínica de la Universidad de Virginia Occidental. Después de completar su pasantía clínica con David Barlow en la Escuela de Medicina de la Universidad de Brown, se unió a la facultad del Departamento de Psicología de la Universidad de Carolina del Norte en Greensboro. En 1986, se convirtió en profesor en el Departamento de Psicología de la Universidad de Nevada, Reno .
Hayes ha sido presidente de la División 25 de la Asociación Estadounidense de Psicología, presidente de la Asociación Estadounidense de Psicología Preventiva y Aplicada, presidente de la Asociación de Terapias Cognitivas y del Comportamiento, y presidente de la Asociación para la Ciencia del Comportamiento Contextual, y el primer secretario-tesorero de la Asociación para la Ciencia Psicológica . Sirvió 5 años en el Consejo Asesor Nacional para el Abuso de Drogas en los Institutos Nacionales de Salud. Forma parte del consejo asesor de la USERN y es presidente del Instituto para una Mejor Salud.
En 2022, Hayes estuvo involucrado en una controversia sobre dos artículos que publicó con David Barlow y Kelly Brownell, entre 1977 y 1983, sobre la práctica de sensibilización encubierta en personas homosexuales y transgénero, con la intención de cambiar su orientación sexual e identidad de género. La controversia surgió luego de una carta que Hayes, junto con otros 36 expresidentes de la Asociación de Terapias Cognitivas y del Comportamiento, firmaron sobre el papel de la organización en la práctica de la terapia de conversión. Aunque la carta no nombraba a Barlow, Brownwell o Hayes como individuos que participaron en estas prácticas de investigación, Hayes creó una disculpa personal y solicitó que se retractara su investigación.

## Contribuciones científicas
Hayes desarrolló una intervención psicológica ampliamente utilizada y difundida, basada en la evidencia que se usa en el asesoramiento de la terapia de aceptación y compromiso (ACT), Actualmente hay más de 900 ensayos aleatorios de terapia de aceptación y compromiso y como resultado de múltiples ensayos aleatorios de ACT realizados por la Organización Mundial de la Salud, la OMS distribuye autoayuda basada en ACT para “cualquiera que experimente estrés, donde sea que viva y en cualquier circunstancia”. Las organizaciones que han afirmado que la terapia de aceptación y compromiso se apoya empíricamente en ciertas áreas o en su conjunto, de acuerdo con sus estándares incluyen: Sociedad de Psicología Clínica (División 12 de la Asociación Estadounidense de Psicología ), Organización Mundial de la Salud, Instituto Nacional para la Excelencia en Salud y Atención, Australia Sociedad de Psicología, Instituto Holandés de Psicólogos: Secciones de Neuropsicología y Rehabilitación, Asociación de Fisioterapeutas de Suecia, Registro Nacional de Programas y Prácticas Basados en Evidencia de SAMHSA, el Centro de Información para el Bienestar Infantil Basado en Evidencia de California y el Departamento de Asuntos de Veteranos de EE. UU . Departamento de Defensa . Hayes desarrolló la teoría del marco relacional (RFT), una explicación de la cognición superior humana. Aproximadamente 300 estudios comprueban las ideas y teorías de RFT.
En colaboración con Stefan Hofmann, David Sloan Wilsony Joseph Ciarrochi, Hayes  desarrolló la terapia basada en procesos (PBT, por sus siglas en inglés), un enfoque de tratamiento ideográfico basado en la terapia cognitiva conductual que combina conocimientos de la teoría de la evolución y la teoría de redes complejas para orientar los procesos que subyacen a los tratamientos psicológicos efectivos.

## Premios
- Sistema de Educación Superior de Nevada: Premio al Investigador de los Regentes de Nevada (2022)[26]
- Asociación Estadounidense para el Avance de la Ciencia: Miembro (2018)[27]
- Asociación para la ciencia del comportamiento contextual: miembro (2012)[28]
- Sociedad para el Avance del Análisis del Comportamiento: Impacto de la Ciencia en la Aplicación (2007)[29]
- Association for Behavioral and Cognitive Therapies: Premio al logro profesional/de por vida (2007)[30]
- División 25 de la Asociación Estadounidense de Psicología: Premio de investigación traslacional Don Hake (2000)[31]
- Sistema de Educación Superior de Nevada: Investigador de mitad de carrera del año de Regents (2000)
- Universidad de Nevada, Reno: Premio al Investigador Destacado del Año (1997)[32]